# Station Raon-l'Étape
Station Raon-l'Étape is een spoorwegstation in de Franse gemeente Raon-l'Étape.